# リンカーンの幽霊
リンカーンの幽霊（リンカーンのゆうれい、英語: Lincoln's ghost、別名： ホワイトハウスの幽霊）は、ホワイトハウスによく出没すると言い伝えられる第16代アメリカ合衆国大統領エイブラハム・リンカーンの幽霊である。リンカーン暗殺事件以降に何度か目撃されている。
世界中の何千例という生まれ変わりのケースを調べているこの道の世界的な権威であるインディアナ大学のスティーブンソン博士は「前世の記憶はその死が暴力死（殺人、自殺など）の時に強く残るようである」と結論づけている。 ウェストミンスター大学教授のアウアバックの著書などでは「ホワイトハウスにリンカーンの幽霊が出ることは（アメリカ人ならば）もちろん誰でも知っている」と書かれているぐらいである。

## リンカーンの予知夢

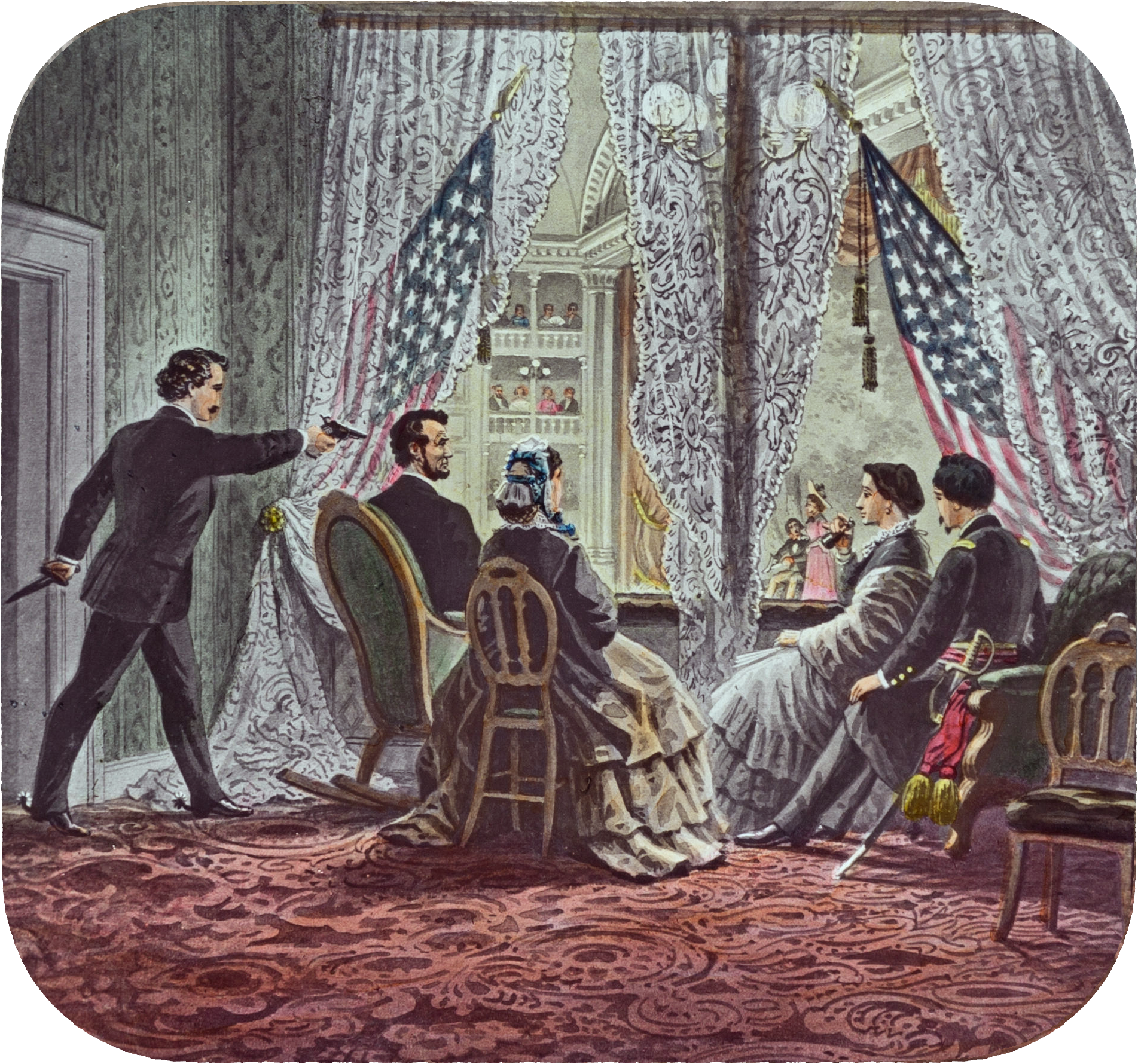
リンカーン暗殺の瞬間。左から右にかけてジョン・ウィルクス・ブース、エイブラハム・リンカーン、メアリー・トッド・リンカーン、クララ・ハリス、ヘンリー・ラスボーン

第16代アメリカ合衆国大統領エイブラハム・リンカーンは自分が暗殺されることを予期していたと考えられている 。彼の友人で伝記作家のウォード・ヒル・ラモンによると、リンカーン暗殺事件の3日前、リンカーンはその10日ほど前に自分が見た夢の内容をラモンらに話していた。
| 「 | 私の周りには死のような静寂が広がっていた。それから、大勢の人々が押し殺してすすり泣きをするような声が聞こえた。私はベッドを出て階下をさまよっているような気がした。そこにも静寂の中に痛ましくすすり泣く声があったが、会葬者の姿は見えなかった。私は部屋から部屋へと歩き回った。人の姿は全く見当たらなかったが、至る所に同じ苦悩の悲しげな声があった。全ての部屋が明るかった。目にするものはいずれも見覚えのあるものだった。しかし、誰もが胸が裂けるかのように嘆き悲しんでいるのは? 私は訳が分からず不安になった。これらはいったい何を意味しているのだろうか? これほど謎めいていて不気味な事態の原因はぜひとも探らねばならぬと決意して、歩き回った末に「イーストルーム」まで来て、中に入った。そこで身の毛もよだつ驚きに遭遇した。目の前に棺の安置台があり、葬儀服を着た死体がのせられていた。周りには護衛の兵士たちが立っていた。人々が群がり、白い布でおおわれた遺体を痛ましげに眺め、泣いていた。私は兵士の一人に「ホワイトハウスで誰が死んだのかね? 」と尋ねた。彼は「大統領です」「暗殺者に殺されました」と答えたのだ。その後に群集から大きな悲しみ嘆く声が巻き起こり、私は目が覚めた。その夜はもう眠れなかった。ただの夢なのだが、それ以来、私を妙にいらだたせている。 | 」 |

暗殺される当日にリンカーンはボディーガードのウィリアム・H・クルックに三夜連続で自分が暗殺される夢を見たことを伝えていた。クルックはフォード劇場でこの日の夜に上演される予定の演目『われらのアメリカのいとこ』を観劇しないように、それが無理にしてもせめて自分も予備のボディーガードとして同行させてくれるように説得しようとしたが、リンカーンは妻のメアリーと夫婦で行くことを約束していると述べた。リンカーンは劇場に向かう時、クルックに「さようなら。クルック」と言った。クルックによると、彼がそう言ったのは初めてだった。リンカーンはそれまでは常に「おやすみ。クルック」と言っていた。

## リンカーンの幽霊の目撃報告

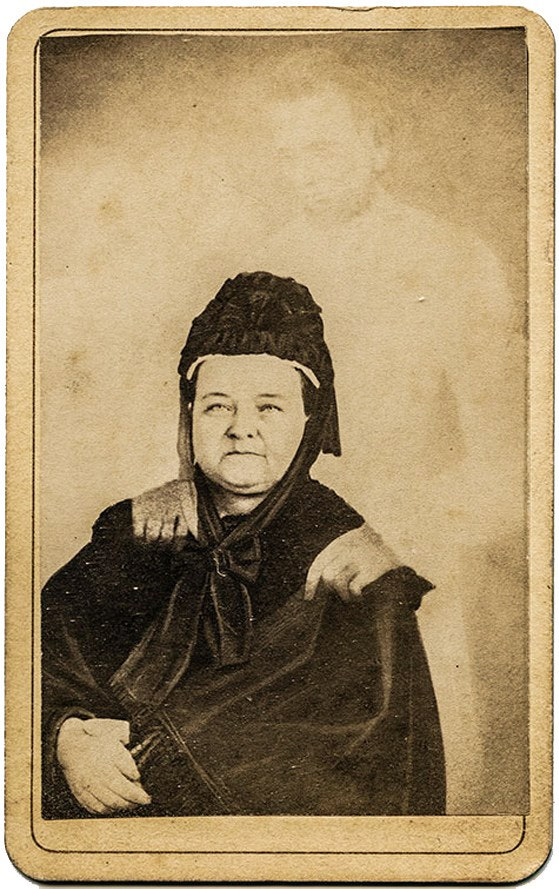
メアリー・トッド・リンカーンと彼女の亡き夫らしき幽霊。1870年代前半に撮影された

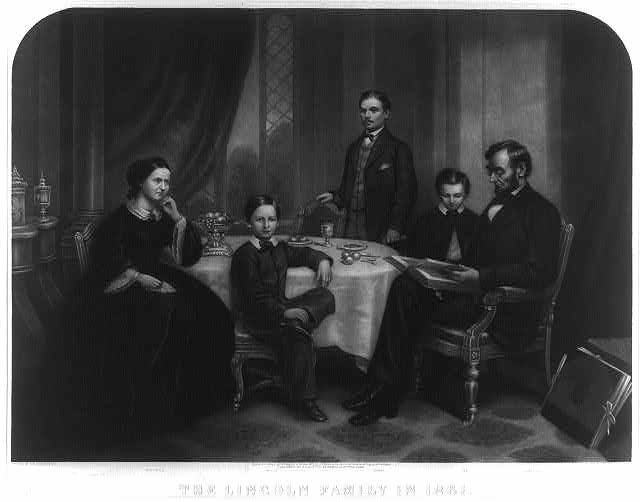
1861年のリンカーン一家。ウィリー・リンカーン（左から2番目）は父親の大統領在任中にホワイトハウスで亡くなった。母親のメアリー（一番左）、兄のロバート（真ん中）、弟のタッド（右から2番目）、父親のエイブラハム（一番右）とともに

メアリー未亡人は1870年代前半に、心霊写真家であるウィリアム・H・マムラーの撮影スタジオを訪れて写真を撮ってもらったが、その背後には彼女が亡き夫に似ていると認める男の姿が映っていた。超常現象専門家のスティーブン・ワグナーはこの写真は二重露光によるものだとしているが、広く配布されている。
ファーストレディのエレノア・ルーズベルト（第32代大統領フランクリン・D・ルーズベルト夫人）はリンカーンの幽霊を見たことを認めていないが、ホワイトハウスの至る所で彼の存在を感じると口にしていた。エレノア夫人はまた、彼女がリンカーンの幽霊だと感じたものに対して家族の犬のファラが時々理由もなく吠えると話してもいる。
ジェイムズ・ハガティ（第34代大統領ドワイト・D・アイゼンハワーの報道官）、リズ・カーペンター（第36代大統領リンドン・ジョンソンの夫人レディ・バード・ジョンソンの報道官）の両者はともに、リンカーンの存在を何度も感じたと述べている。
元大統領の足音は「リンカーンベッドルーム」外のホールで聞かれると言われている。リリアン・ロジャース・パークスは1961年に刊行された自叙伝『マイ・サーティイヤーズ・バックステアーズ・アット・ザ・ホワイトハウス』の中でその音を聞いていたことを認めている。マーガレット・トルーマン（第33代大統領ハリー・S・トルーマンの娘）はリンカーンベッドルームにいた時に幽霊がそのドアを叩く音を聞いており、その幽霊はリンカーンだと信じていると述べている。トルーマン大統領自身はリンカーンのベッドで夜を過ごしていた時にドアを叩く音で一度目を覚ましている。
無名の複数の目撃者はリンカーンベッドルームのベッドにリンカーンの幽霊が実際に横たわっていた、あるいはベッドの隅に座ってブーツを履いていたと証言している。後者の最も有名な目撃者はエレノア・ルーズベルトの秘書を務めたメアリー・エベンである。彼女はリンカーンがブーツをひっぱって履くのを見ている（彼女は直後に悲鳴を上げて部屋から飛び出した）。
リンカーンの幽霊が「イエローオーバルルーム」の窓からポトマック川を眺めているのを見たと述べたファーストレディのグレース・クーリッジ（第30代大統領カルビン・クーリッジ夫人）が実際にリンカーンの霊魂を見たことを最初に報告した人物である。
セオドア・ルーズベルト（第26代大統領）、モーリーン・レーガン（第40代大統領ロナルド・レーガンの娘）と彼女の夫の3人がリンカーンの幽霊らしきものを見たと証言している。また、フランクリン・D・ルーズベルト政権のスタッフの何人かはリンカーンの霊魂を見たと証言している。ルーズベルトの私的従者が叫びながらホワイトハウスから逃げ出したことがあったが、この従者もリンカーンの幽霊を見たと証言していた。
リンカーンの幽霊にまつわるおそらく最も有名な事件は1942年に起こっている。この年に招待されてホワイトハウスに宿泊していたオランダ女王ウィルヘルミナは寝室の外から足音を聞き、部屋のドアをノックするので開けてみたところ、フロックコートとシルクハット姿のリンカーンが目の前に立っていた（彼女は直後に気絶した）。
イギリス首相ウィンストン・チャーチルはスコッチを飲み、葉巻きを吸い、リラックスしながらじっくり時間をかけて熱い風呂に入るのと夜遅くに寝るのが習慣になっていた。ホワイトハウスに宿泊した時に、葉巻きを取りに風呂から上がり、裸のまま隣の寝室まで歩いた。彼は部屋の暖炉のそばに立っているリンカーンを見て驚いた。チャーチルは口からくわえていた葉巻きを取り、葉巻きの灰をぽんとたたいてすべて落とし、「こんばんは。大統領閣下。どうやら私は不利な立場に置かれているようです」と言った。リンカーンは笑っているかのようにそっと微笑み、姿を消した。きまり悪そうにチャーチルも微笑んだ。
リンカーンの幽霊はホワイトハウスの外でも、同様に出没すると言い伝えられている。リンカーンがジョン・ウィルクス・ブースによって狙撃された時にフォード劇場で観劇していた女性が所有していた、ニューヨーク州ロードンビルにある家屋に出没したと言われた。その他にもイリノイ州スプリングフィールドにあるリンカーンの墓、メアリー・トッド・リンカーンの肖像写真、ワシントンD.C.からスプリングフィールドまでたどるリンカーンの葬式列車と同じ道を通る4月に出現した幻の夜行列車にも出没したと言われた。
リンカーンの幽霊が最後に目撃されたのは1980年代初頭である。ホワイトハウスのオペレーションズ・フォアマン、トニー・サボイはリンカーンがホワイトハウスを訪れ、階段最上部にある椅子に座っていたと証言している。
エイブラハム・リンカーンの三男、ウィリー・リンカーンは腸チフスのため、1862年2月20日に11歳でホワイトハウスで亡くなった。ウィリーの幽霊は1870年代のユリシーズ・グラント政権のスタッフが最初に目撃しているが、最近では1960年代に出没している（リンドン・ジョンソンの娘のリンダ・バード・ジョンソン・ロブは大学生の時に彼の幽霊を見て、彼と会話をしたと証言している）。